# Río Huemules (vattendrag i Argentina)
Río Huemules är ett vattendrag i Argentina.   Det ligger i provinsen Chubut, i den södra delen av landet, 1 700 km sydväst om huvudstaden Buenos Aires.
Omgivningen kring Río Huemules består i huvudsak av gräsmarker. Området är nästan obefolkat, med mindre än två invånare per kvadratkilometer.